# جون نيغروبونتي
جون ديميتري نيغروبونتي (بالإنجليزية: John Negroponte)‏ (ولد في 21 يوليو 1939) هو دبلوماسي أمريكي. وهو حاليا أستاذ جامعي للشؤون الدولية في جامعة جورج واشنطن. وقبل هذا التعيين، عمل كزميل باحث ومحاضر في الشؤون الدولية في معهد جاكسون للشؤون العالمية بجامعة ييل ونائب وزير الخارجية الأمريكي وأول مدير للمخابرات الوطنية.
خدم نيغروبونتي في القسم الخارجي لجيش الولايات المتحدة في الفترة من 1960 إلى 1997. وكان يقوم بواجباته كسفير للولايات المتحدة في هندوراس والمكسيك والفلبين في الفترة من عام 1981 إلى عام 1996. ثم عمل بعد ذلك في إدارة بوش كممثل دائم للولايات المتحدة لدى الأمم المتحدة في الفترة من 2001 إلى 2004، وكان سفيرا في العراق من حزيران 2004 إلى أبريل 2005. وفي نوفمبر 2010، تم الإفراج عن بعض رسائل نيغروبونتي في موقع ويكيليكس.

## التعليم
تعلم في جامعة ييل.

## روابط خارجية
- جون نيغروبونتي على موقع IMDb (الإنجليزية)
- جون نيغروبونتي على موقع الموسوعة البريطانية (الإنجليزية)
- جون نيغروبونتي على موقع مونزينجر (الألمانية)
- جون نيغروبونتي على موقع إن إن دي بي (الإنجليزية)